# Kŭmsan sa
Kŭmsan sa (kor. 금산사 Klasztor Złotej Góry) – jeden z głównych klasztorów koreańskich.

## Historia klasztoru
Klasztor został ufundowany w 599 r. przez króla Pŏpa; celem było zachęcenie ludzi do niekrzywdzenia innych żyjących stworzeń i życia w pokoju. Ulegał licznym przebudowom. Znajduje się w prowincji Chŏllabuk w Korei Południowej na górze Muak.
Po powrocie z Chin mnich Chinp'yo (działał ok. 742–780) dostąpił wizji buddy Maitrei (skt Maitreya). Otrzymał od niego księgę o wróżeniu i 138 patyczków wróżebnych. W podzięce postanowił rozbudować istniejącą świątynię i nazwać ją Kŭmsan. Na skutek cudownej ingerencji zewsząd zeszli się mężczyźni i kobiety i wybudowano wszystkie budynki w ciągu zaledwie kilku dni. Pierwotnie klasztor związany był ze szkołą dharmalakszany, czyli jogaczary.
W czasie japońskiej inwazji na Koreę, klasztor ten służył jako miejsce ćwiczeń dla tysiąca mnichów buddyjskich broniących kraju pod wodzą mistrza sŏn Noemuka. W czasie drugiej militarnej kampanii japońskiej klasztor został prawie całkowicie spalony. Odbudowano go w roku 1635.
Gdy w XVII w. na skutek 300-letniego prześladownia buddyzmu przez konfucjańską dynastię panującą w Korei mnisi stali się najniższą warstwą społeczną, buddyzm przetrwał tylko w odległych klasztorach. Wielką rolę odegrał właśnie ten klasztor. Około 1725 r. mistrz sŏn Hwansŏng Chian (1644-1729) rozpoczął w nim serię spotkań poświęconych propagowaniu Dharmy i zgromadził ok. 1400 uczestników. Został więc skazany na zesłanie na wyspę Cheju, gdzie zmarł tydzień później. Stela mu poświęcona znajduje się w klasztorze Taehung. Jego następcą został Hamwol Haewon (1691-1770).
Głównym budynkiem klasztoru jest Hala Buddy Maitrei, która liczy sobie ponad 20 m wysokości. Jest to jedyny stary, 3-kondygnacyjny drewniany budynek w Korei. Każda kondygnacja nosi inną nazwę: parter – Sala Wielkiego Współczucia; 1 piętro – Sala zgromadzeń Smoczego Kwiatu; 2 piętro – Sala Maitrei. Posąg Maitrei ma 11,82 m wysokości; jest wzorowany na dawnych posągach z okresu Silli, pochodzi jednak z XX wieku. Po obu jego stronach stoją stare figury towarzyszące wysokości 8,79 m.
Przed Halą Maitrei stoi heksagonalna kamienna pagoda najpewniej z X w. o wysokości 2,18 m. Obecnie jest 11-kondygnacyjna, jednak pierwotnie była prawdopodobnie 13-kondygnacyjna.
Inną zabytkową pagodą jest 5-kondygnacyjna budowla o dość niecodziennym jak na Koreę kształcie, który zawdzięcza obcym wpływom.

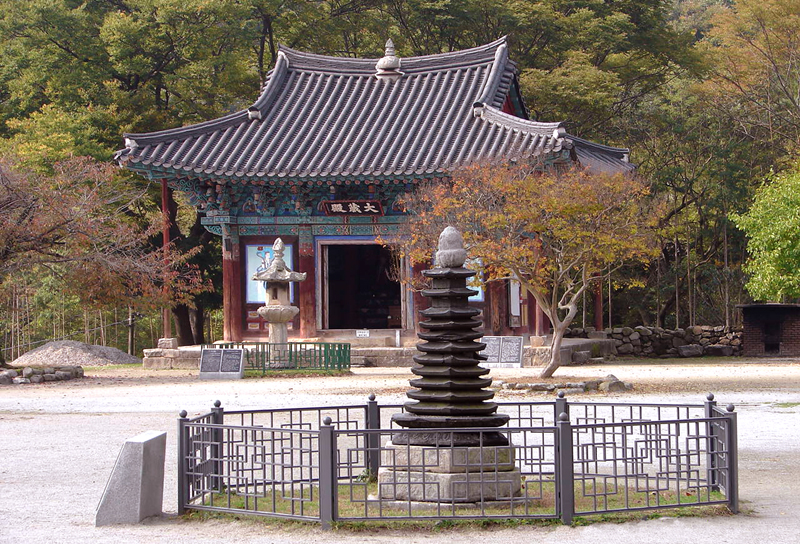
11-kondygnacyjna stupa

Dość niecodzienna jest kolejna pagoda w kształcie dzwonu.
Znaczącym zabytkiem jest także piedestał z X w. w kształcie otwartego kwiatu lotosu.
Obecnie jest to 17 parafialna świątynia zakonu chogye. Zarządza się stąd 90 mniejszymi klasztorami i świątyniami.

## Adres klasztoru
- 35-1 Geumsan-ri, Geumsan-myeon, Gimje, Jeollabuk-do, Korea Południowa

## Galeria

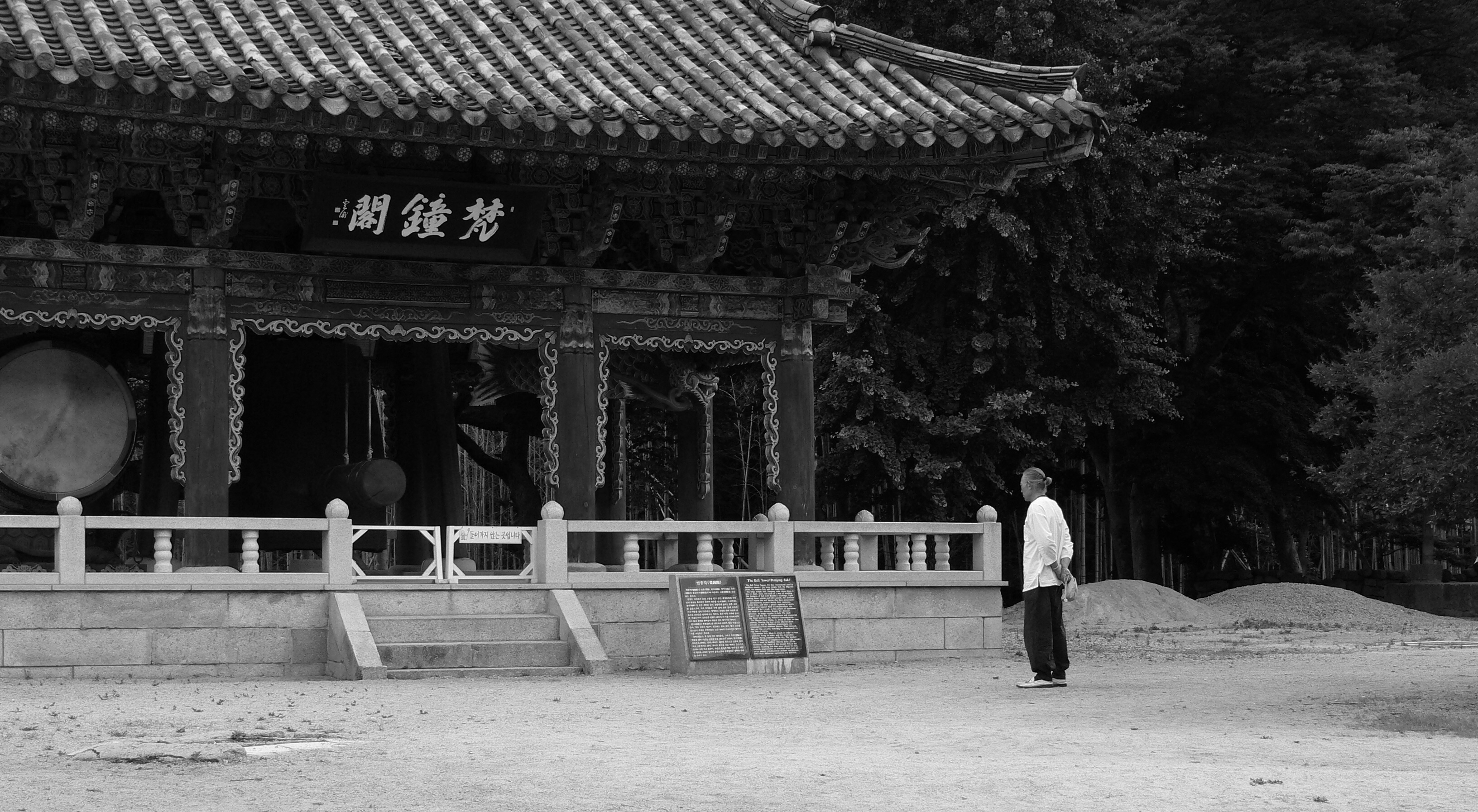
Klasztor Kŭmsan
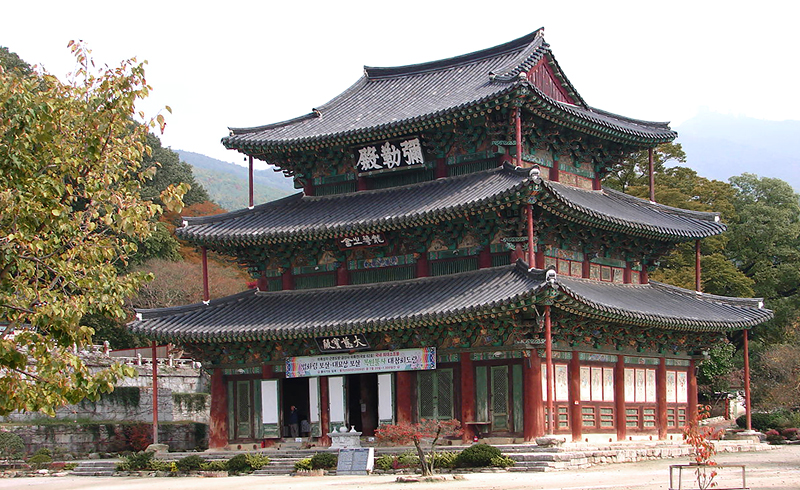
Gmach Maitrei (?)
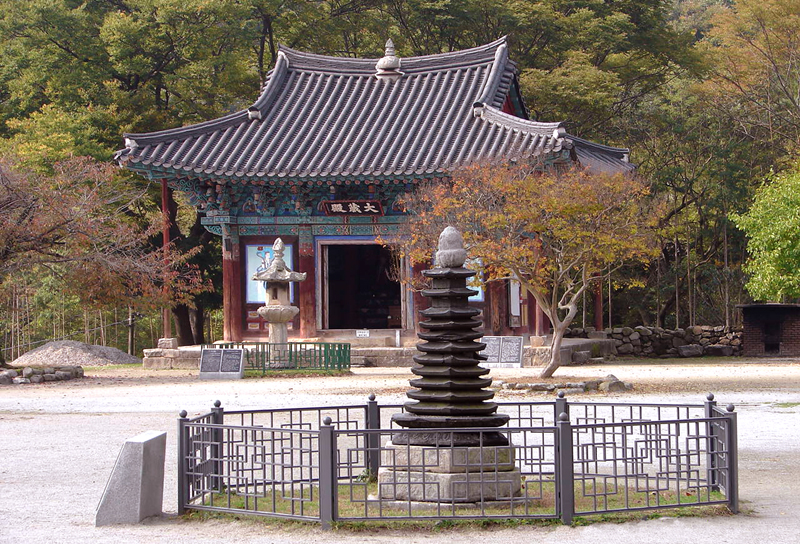
11-kondygnacyjna stupa
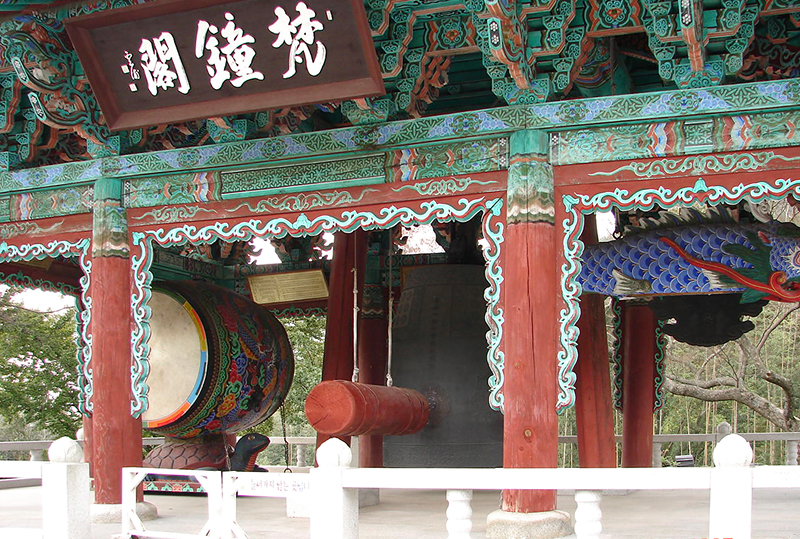
Wieża dzwonu i bębna
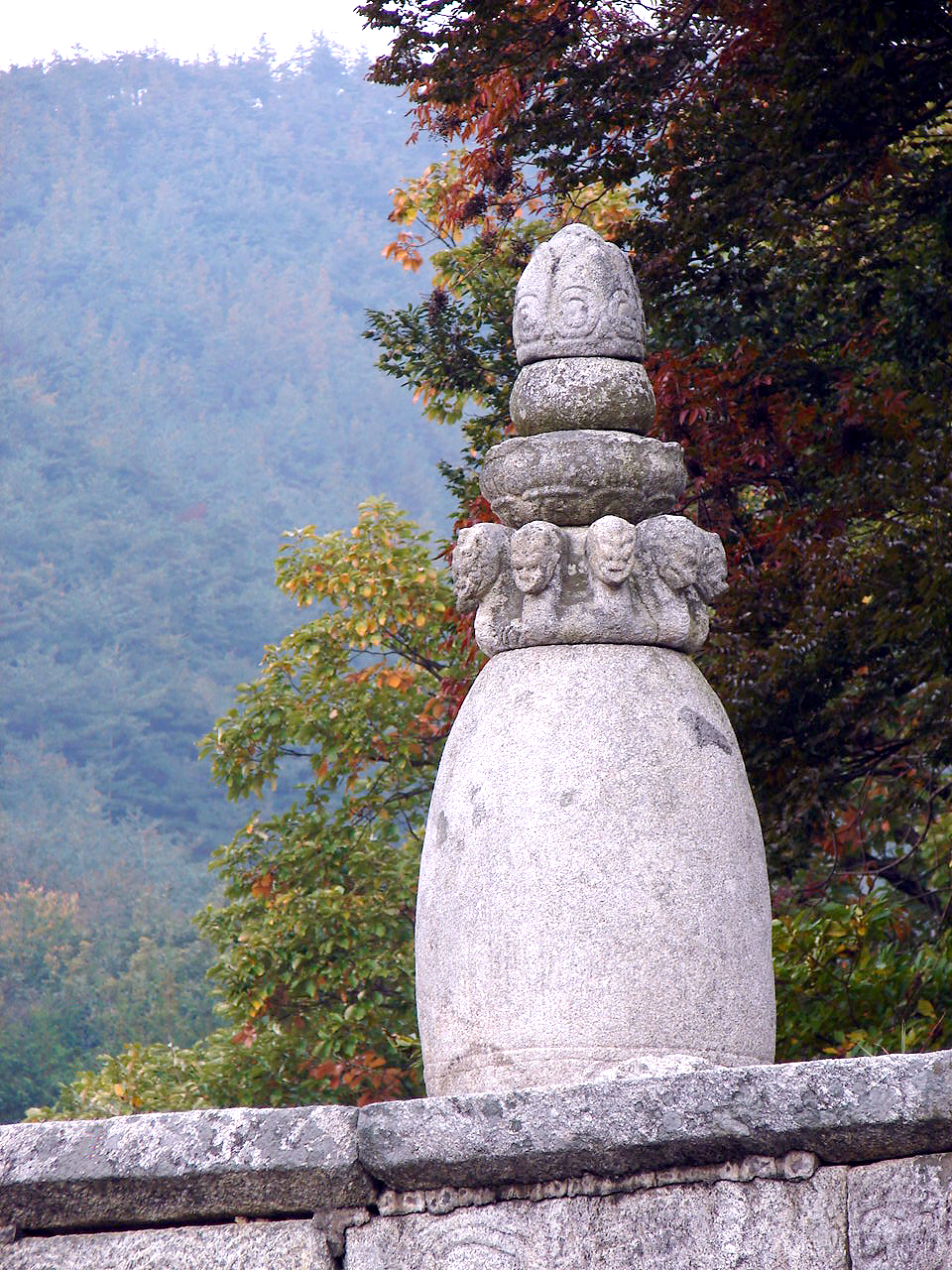
Stupa w kształcie dzwonu
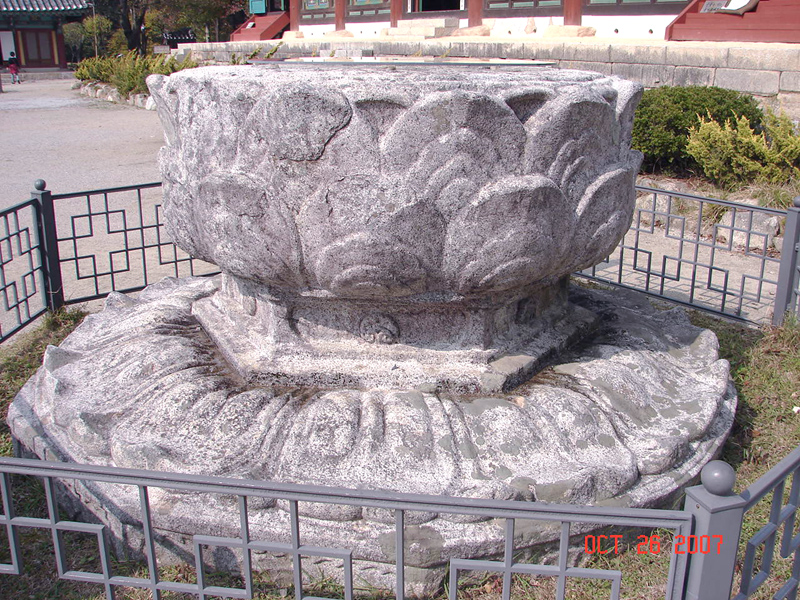
Piedestał w kształcie kwiatu lotosu
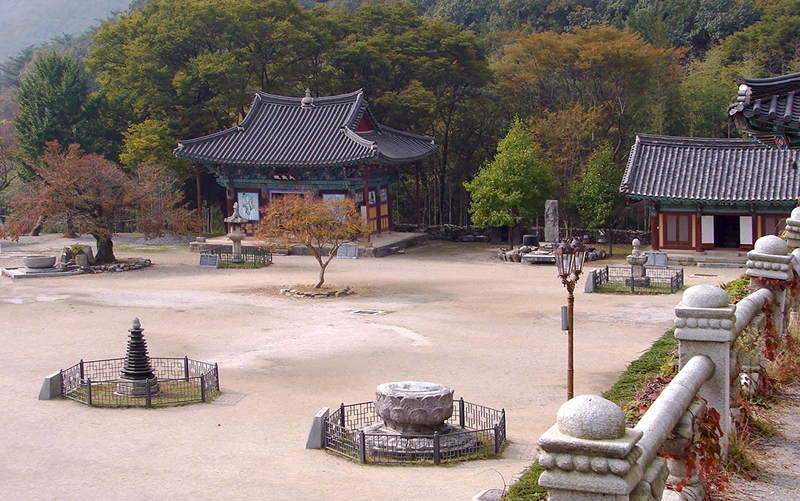
Fragment klasztoru
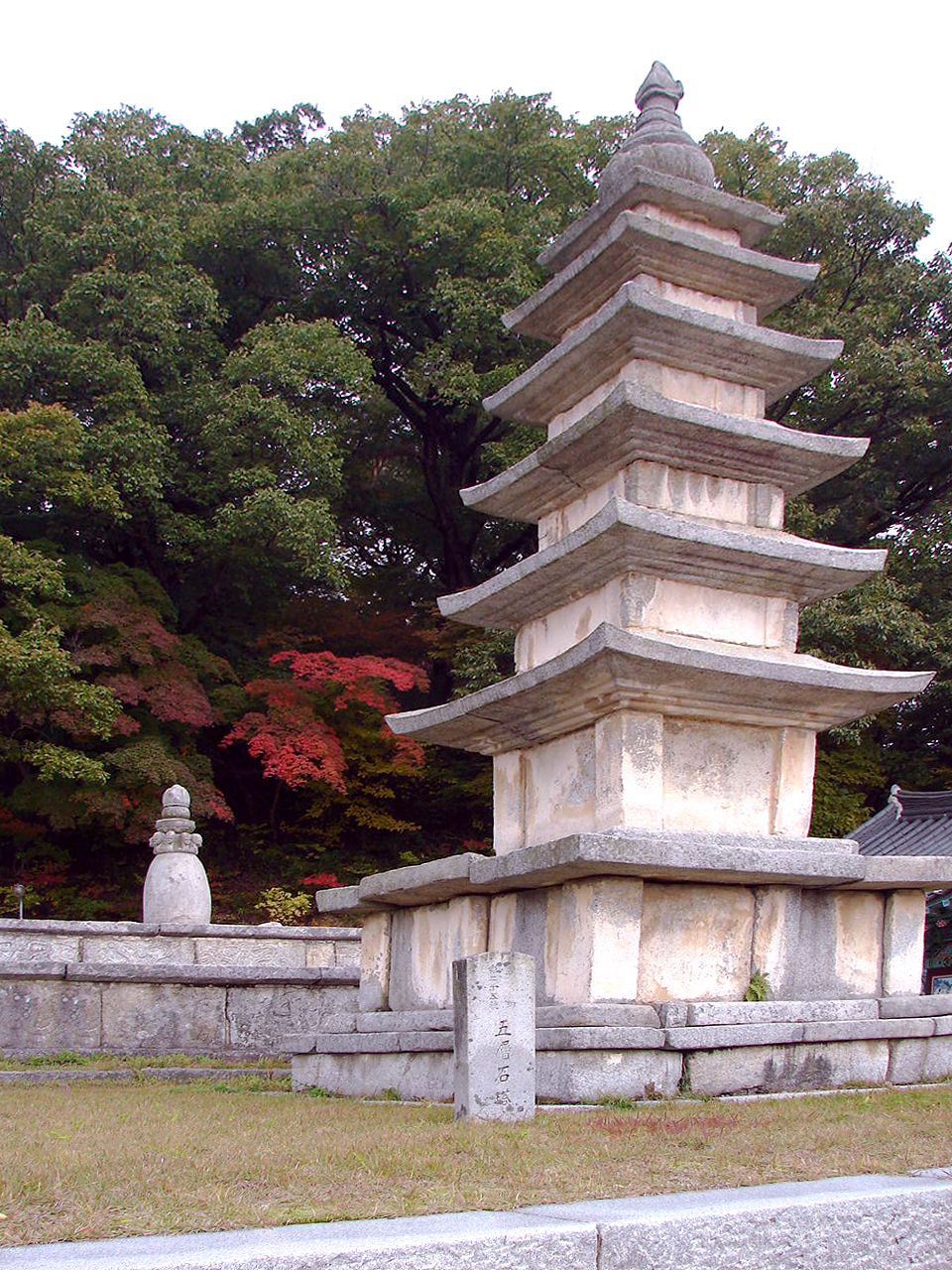
5-kondygnacyjna stupa
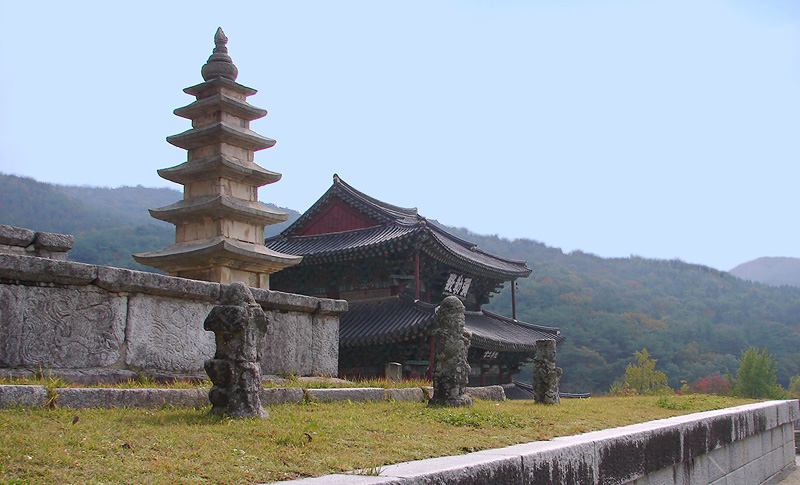
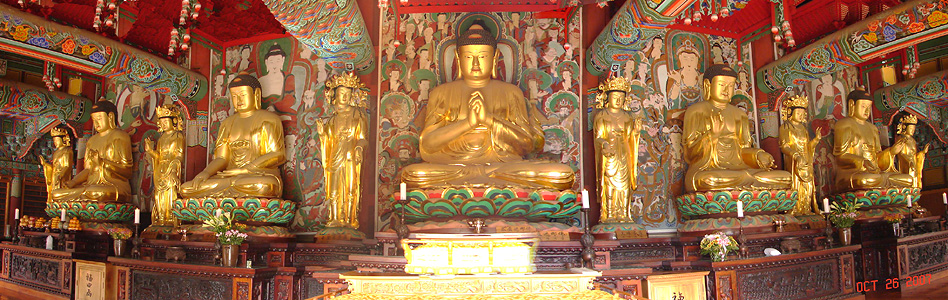